# Domicil Senioren-Residenzen
Die Domicil Senioren-Residenzen Hamburg SE mit Sitz in Hamburg ist ein privater Betreiber von Seniorenwohn- und Pflegeeinrichtungen. Sie verfügt über Einrichtungen an 49 Standorten in Deutschland.

## Geschichte
Das Unternehmen wurde 2011 mit Sitz in München gegründet; kurz darauf wurde der Unternehmenssitz nach Hamburg verlegt. 2012 wurde die DOMICIL Senioren-Residenzen GmbH übernommen. Das Unternehmen betreibt Einrichtungen in Baden-Württemberg (1), Bayern (8), Berlin (16), Hamburg (3), Hessen (8), Niedersachsen (4), Rheinland-Pfalz (2), Schleswig-Holstein (6) und im Saarland (1). 
2025 soll ein weiteres Seniorenpflegeheim in Saarbrücken sowie 2026 in Völklingen (beides Saarland) hinzukommen.

## Unternehmenspublikation
Seit September erscheint dreimal jährlich das Magazin "mein DOMICIL.", welches online und über die Deutsche Nationalbibliothek mit der ISSN 2944-683X publiziert wird. Auflage: 28.000 Exemplare. 

## Kritik
In 8 von 16 Domicil-Einrichtungen in Berlin gab es ein erhöhtes Beschwerdeaufkommen bei der Heimaufsicht. Im April 2024 rückten Polizei und Feuerwehr zur Domicil-Einrichtung in Berlin-Lichtenberg aus, da keine qualifizierte Pflegekraft für die Nachtschicht eingeteilt worden war und die verbliebenen Pflegeassistenten keine Medikamente verteilen duften. Der Betreiber teilte mit, dass die Buchung einer Zeitarbeitskraft mit entsprechender Qualifikation durch ein EDV-Problem verhindert worden sei und dass die  Pflegerin bei der Alarmierung korrekt gehandelt habe. Für die Bewohner habe zu keinem Zeitpunkt eine Gefahr bestanden, da die Pflegefachkraft bis zum Eintreffen der Einrichtungsleitung als Ablösung im Dienst verblieben war und von den Nachtwachen unterstützt wurde. "Die Heimaufsicht hat dann gleich am nächsten Tag eine anlassbezogene Prüfung durchgeführt, hat Dienstpläne ausgewertet. Nach Ansicht der Heimaufsicht ist es so, dass es sich wirklich um eine Verkettung unglücklicher Umstände aufgrund des EDV-gestützten Dienstplanprogramms handelt. Es ist nachweislich ein Einzelfall gewesen. [...] Zu allen Zeiten im letzten Jahr hat die Einrichtung ‒ so wie auch die anderen Einrichtungen von Domicil ‒ die gesetzlichen Mindestvorgaben zu einem ausreichenden Personaleinsatz erfüllt. Das war keine Beanstandung seitens der Aufsichtsbehörde."